# Eugenia Bădulescu
Eugenia Bădulescu (n. 12 decembrie 1921, Giurgiu, Vlașca, România – d. 20 februarie 2009, Paris, Franța) a fost o actriță română de teatru și film, născută la Giurgiu și decedată la Paris.

## Educație
A urmat studii de actorie la Conservatorul Dramatic din București, la clasa profesoarei Maria Filotti, fiind colegă de generație cu Raluca Zamfirescu, Irina Răchițeanu și Corina Constantinescu. A absolvit în 1942.

## Carieră
După absolvire, profesorul său Victor Ion Popa a angajat-o la Teatrul Marcă și Lumină în 1943, apoi s-a transferat la Compania „Colorado” condusă de Grigore Vasiliu Birlic în 1944.
În 1949 a jucat pe scena Teatrului Național din București în Gaițele de Al. Kirițescu, alături de Maria Filotti și Sonia Cluceru.
Între anii 1950-1960 a făcut parte din trupa Studioului de Film „Constantin Nottara”.

## Piese de teatru
- Șoc la mezanin - Teatrul „Constantin Nottara”, București
- Nepotul Domnului Prefect - Teatrul Național „Ion Luca Caragiale”, București, 1950
- Micii burghezi - Teatrul Mic și Teatrul Național „Ion Luca Caragiale”, București, 1952
- Steaua fără nume - Teatrul Mic, București, 1953, 1956
- Nepoții gornistului - Teatrul Mic și Teatrul Național „Ion Luca Caragiale”, București, 1953
- Steaua Seviliei - Teatrul Mic, București
- Lumina de la Ulmi - rolul principal în piesa de debut a lui Horia Lovinescu, 1954
- Nota zero la purtare - Teatrul Mic, București, 1956
- Cauțiunea - Teatrul Mic, București, 1956
- Meșterul Manole - Teatrul „Constantin Nottara”, București, 1967
- Frumoasa duminică de septembrie - Teatrul „Constantin Nottara”, București, 1968
- Ce scurtă e vara - Teatrul „Constantin Nottara”, București, 1969
- Crimă și pedeapsă - Teatrul „Constantin Nottara”, București, 1970
- Adio, Charlie - Teatrul „Constantin Nottara”, București, 1971
- Fântâna Blanduziei - Teatrul „Constantin Nottara”, București, 1971
- Gaițele - Teatrul „Constantin Nottara”, București, 1971
- Dilema - Teatrul „Constantin Nottara”, București, 1975
- Barbarii - Teatrul „Constantin Nottara”, București, 1976
- Familia Tớt - Teatrul „Constantin Nottara”, București, 1978
- Contratimp - Teatrul „Constantin Nottara”, București, 1978
- Noaptea umbrelor - Teatrul „Constantin Nottara”, București, 1980

## Filmografie
- Pădurea îndrăgostiților (1946) - Marina
- Lanțul slăbiciunilor (scurtmetraj, 1952) - Mary Popescu
- Nepoții gornistului (1953) - Eliza
- Răsare soarele (1954) - Eliza
- Cerul n-are gratii (1962)
- Aventurile lui Tom Sawyer (1968)
- Moartea lui Joe Indianul (1968)
- Ciuta  (teatru TV, 1970) - Ana Anta

## Distincții
- Ordinul Muncii clasa a III-a (10 august 1964) „pentru merite deosebite în opera de construire a socialismului, cu prilejul celei de a XX-a aniversări a eliberării patriei”[8]